# Jannik Pohl
Jannik Pohl, född 6 april 1996, är en dansk fotbollsspelare som spelar för isländska Fram Reykjavík.

## Karriär
Inför säsongen 2015/2016 flyttades Pohl upp i AaB:s A-lag. Pohl debuterade i Superligaen den 1 april 2016 i en 1–0-vinst över FC Nordsjælland, där han blev inbytt i den 81:a minuten mot Thomas Enevoldsen.
I augusti 2018 värvades Pohl av nederländska Groningen, där han skrev på ett treårskontrakt. Den 2 november 2018 gjorde han sitt första mål för klubben i en 4–2-vinst över Excelsior. Den 2 september 2019 lånades Pohl ut till AC Horsens på ett låneavtal över resten av året. I januari 2020 blev det en permanent övergång till Horsens för Pohl som skrev på ett tvåårskontrakt. I november 2021 meddelade Pohl att han skulle lämna klubben vid slutet av säsongen 2021 i samband med att hans kontrakt gick ut.
Den 29 mars 2022 skrev Pohl på för isländska Fram Reykjavík. I november 2022 förlängde han sitt kontrakt med två år.